# هاينريش ريفل فون ريشتنبرغ
هاينريش ريفل فون ريشتنبرغ (بالإنجليزية: Heinrich Reffle von Richtenberg)‏ (و. 1415 – 1477 م) هو عسكري، ولد في شوابيا، توفي في كونيغسبرغ، عن عمر يناهز 62 عاماً.

## مناصب
تولى منصب سيد فرسان تيوتون الأكبر ‏ (1477–1489)
.
| المناصب السياسية               | المناصب السياسية                     | المناصب السياسية                     |
| ------------------------------ | ------------------------------------ | ------------------------------------ |
| سبقه Heinrich Reuß von Plauen ‏ | سيد فرسان تيوتون الأكبر ‏ 1477 - 1489 | تبعه Martin Truchseß von Wetzhausen ‏ |